# Вайнер, Лоуренс
Лоуренс Вайнер (англ. Lawrence Weiner; 10 февраля 1942[…], Манхэттен, Нью-Йорк или Нью-Йорк, Нью-Йорк — 2 декабря 2021[…], Манхэттен, Нью-Йорк или Нью-Йорк, Нью-Йорк) — американский художник-концептуалист, работы которого часто принимают форму типографского текста. Жил и работал в Нью-Йорке и Амстердаме

## Творчество
Ранние работы Вайнера включали эксперименты с фигурными холстами, вырезанием квадратов из ковров или стен. В 1968, когда Сол Ле Витт опубликовал «Paragraphs on Conceptual Art», Вайнер сформулировал свою знаменитую «Декларацию о намерениях» (1968). Вайнер создал свою первую книгу «Заявления» (Statements) в 1968 — небольшая книга в мягкой обложке на 64 страницы с текстами, описывающими работы, была опубликована Фондом Луи Кельнера и Seth Siegelaub. Вайнер был соавтором знаменитой «Xeroxbook», также опубликованной Seth Siegelaub в 1968. С начала 1970-х настенные инсталляции стали основным медиахудожника, Вайнер выставлялся в галерее Лео Кастелли.
Лоуренс Вайнер — художник, чьим медиа является язык. Его тексты описывают материальные процессы и физические условия, они разграничивают пространство и указывают местоположение. С 1968, когда он пришёл к выводу, что фактическое создание работы не является критичным, Вайнер стал автором сотен текстовых работ. До этого времени его материальным скульптурам предшествовали названия, которые диктовали средства их изготовления. Когда инсталляция A SERIES OF STAKES SET IN THE GROUND AT REGULAR INTERVALS TO FORM A RECTANGLE—TWINE STRUNG FROM STAKE TO STAKE TO DEMARK A GRID—A RECTANGLE REMOVED FROM THIS RECTANGLE была повреждена, Вайнер осознал, что суть работы является текстовой, не физической.
В радикальной реструктуризации традиционных отношений художник/зритель, Вайнер переложил ответственность за реализацию работ на свою аудиторию, а также пересмотрел стандартные схемы художественной дистрибуции. Работы, например, как A STAKE SET, могут быть сделаны или просто изложены на стене музея, но также могут быть прочитаны в книге или услышаны. Искусство Вайнера может буквально распространяться из уст в уста. Большая часть ранних работ в этом ключе — простые действия с веществами: наливание краски, рытье траншеи, удаление штукатурки. Другие, более зрелищные, включающие петарды и динамит, как THE RESIDUE OF A FLARE IGNITED UPON A BOUNDARY (произведение, которое Вайнер реализовал в Амстердаме для Stedelijk Museum в 1969 на выставке «Op Losse Schroven: Situaties en Cryptostructuren»). Вайнер постепенно расширил свою работу с языком до готовых структур, таких как идиомы, клише, пословицы.

## Персональные выставки
| - 2009 — One in Front (Sea) Two if in Back (Land, Newlyn Art Gallery, Ньюлин (Англия) - 2009 — Galerie Hubert Winter, Вена - 2009 — Galerie Micheline Szwajcer, Антверпен - 2009 — CUL-DE-SAC, The Power Plant, Торонто - 2009 — A Bit of Matter and a Little Bit More, Argos, Брюссель - 2009 — Yvon Lambert, Париж - 2009 — At the level of the sea, Marian Goodman Gallery, Нью-Йорк - 2008 — Quid Pro Quo, Gagosian Gallery, Рим - 2008 — AS FAR AS THE EYE CAN SEE, K21 Kunstsammlung Nordrhein-Westfalen, Дюссельдорф - 2008 — Seven in One, El Sourdog Hex, Берлин - 2008 — Konrad Fischer Galerie, Берлин - 2008 — CAC Centro de Arte Contemporáneo Malága, Малага - 2008 — water in milk exists, SI Swiss Institute, Нью-Йорк - 2008 — as far as the eye can see, The Geffen Contemporary at MOCA, Лос-Анджелес - 2008 — An installation at Regen Projects II, Regen Projects, Лос-Анджелес - 2008 — OFFSIDES, Lisson Gallery, Лондон | - 2007 — Marian Goodman Gallery, Нью-Йорк - 2007 — Whitney Museum of American Art, Нью-Йорк - 2007 — To Allow the Light, UCCA, Ullens Center for Contemporary Art, Пекин - 2007 — THE DIE IS CAST, Cristina Guerra Contemporary Art, Лиссабон - 2007 — BOOKS DO FURNISH A ROOM, Appleton Square, Лиссабон - 2006 — Stedelijk Van Abbemuseum, Эйндховен - 2006 — Alfonso Artiaco, Неаполь - 2006 — Galerie Micheline Szwajcer, Антверпен - 2006 — Museo d´arte contemporanea Castello di Rivoli, Турин - 2006 — X Y & Z, Bawag Foundation, Вена - 2006 — Nicht weit vom Stamm, Konrad Fischer Galerie, Дюссельдорф - 2005 — Galerie Thaddaeus Ropac, Зальцбург - 2005 — Within the realm of a relative form, Lisson Gallery, Лондон - 2005 — Stedelijk Van Abbemuseum, Эйндховен - 2005 — Patrick de Brock Gallery, Кнокке-Хейст - 2005 — i8 Gallery, Рейкьявик - 2005 — Galerie Marian Goodman, Париж | - 2005 — Regen Projects, Лос-Анджелес - 2005 — Galleria Giorgio Persano, Турин - 2005 — Marian Goodman Gallery, Нью-Йорк - 2004 — On a String, Mai 36 Galerie, Цюрих - 2004 — With all due intent / Com toda a intenção, Cristina Guerra Contemporary Art, Лиссабон - 2003 — Galleri Susanne Ottesen, Копенгаген - 2003 — Le destin La destinée, Yvon Lambert, Париж - 2003 — Lawrence Weiner, Kunstverein Ruhr e.V., Эссен - 2002 — Invite #5, Klosterfelde, Берлин - 2002 — Regen Projects, Лос-Анджелес - 2002 — «…Peut-être…», Galerie Roger Pailhas, Марсель - 2002 — UNTIL IT IS, Wexner Center for the Arts, Колумбус - 2002 — «in one end», Gandy Gallery, Братислава - 2002 — Towards the end of the beginning, Cristina Guerra Contemporary Art, Лиссабон - 2002 — Wave After Wave, Marian Goodman Gallery, Нью-Йорк - 2002 — Put Aside Or Put Away, BUCHMANN GALERIE, Берлин - 2002 — Ignoti Nulla Cupido, Alfonso Artiaco, Неаполь - 2001 — BENT UNTIL STRAIGHT, Sculptures drawings, Brigitte March, Штутгарт |